# Yvonne Blanchon
Pour les articles homonymes, voir Blanchon (homonymie).
Yvonne Blanchon, née à Cosne-sur-Loire (Nièvre) le 25 décembre 1884 et décédée le 30 janvier 1975 à Évecquemont (Yvelines), est une artiste peintre et aquarelliste française.

## Biographie
Cette section ne s'appuie pas, ou pas assez, sur des sources secondaires ou tertiaires indépendantes du sujet.

Pour l'améliorer, ajoutez-en, ou placez des modèles {{Source secondaire souhaitée}} ou {{Source secondaire nécessaire}} sur les passages mal sourcés. (octobre 2024)
Yvonne Sophie Noëlie Blanchon naît de  Louise Jeanne Barré et de Jacques Fernand Blanchon, horloger, à Cosne-sur-Loire (Nièvre), le 25 décembre 1884.
Élève de Mathilde Delattre et de Marthe Bougleux,,, elle se consacre aux natures mortes et paysages, évoluant vers un style "art déco". Elle obtient le prix de dessin de la ville de Paris en 1922, et expose de 1923 à 1949 au moins. Elle obtient une médaille de bronze au Salon des Amis des Arts de Seine-et-Oise en 1936. Sociétaire du Salon des artistes français, elle y obtient le prix Valérie Havard de nature morte en 1939, et une mention honorable en 1941. Elle est à plusieurs reprises au Salon d'Automne et aux Indépendants.
Elle est amie du peintre  Louise Alix (1884-1960), élève des mêmes maîtres qu'elle, qui réalise son portrait en 1920. Les deux peintres produiront  des toiles d'inspiration très similaires du quartier des Batignolles, observé depuis les hauteurs d'un même immeuble,: ainsi "une Place des Batignolles de Mlle Yvonne Blanchon, interprétée avec humour" au Salon de 1926, thèmes repris en 1927 et 1930. En 1923 puis 1935 Yvonne Blanchon est domiciliée 70 rue des Batignolles, d'où Louise Alix peint son Mariage dans le XVIIè exposé en 1937 aux Indépendants.
Yvonne Blanchon réside en 1926 au 59 avenue de La Bourdonnais (Paris 7è), lors de son mariage  avec Sören Villekold, un directeur d'usine danois qui est également artiste peintre (Louise Alix est témoin du mariage). Elle perd la nationalité française à la suite de ce mariage avec un étranger, mais est réintégrée en 1936. Elle habite alors à Villenes-sur-Seine (Yvelines). Ils divorcent en 1949 .
Elle meurt le 30 janvier 1975 à Évecquemont, près des Mureaux, dans les Yvelines, à l'âge de 80 ans.
Un important lot commun d'oeuvres d'Yvonne Blanchon et de Louise Alix est découvert en 2023 dans une maison de l'ouest de la France.

## Principales expositions

### Salon des artistes français
- 1923 : Nature morte, gouache (n° 1859).
- 1924 : Nature morte, gouache (n° 2131).
- 1926 : Place des Batignolles[10].
- 1927 : Rue des Batignolles, peinture (n° 210).
- 1929 : Fleurs, peinture (n° 259) et Jardin fleuri, peinture (n° 260)[15].
- 1932 : Tide in, peinture (n° 266) et Nature morte, peinture (n° 267).
- 1933 : Nature morte, peinture (n° 228) et Automne, peinture (n° 229).
- 1934 : Paysage, peinture (n° 265).
- 1936 : La Seine à Villeneuve, peinture (n° 294) et Soleils, peinture (n° 295).
- 1938 : Nature morte, peinture (n° 173).
- 1939 : Nature morte au masque, peinture (n° 311 ter), Au bord du Fiers, peinture (n° 311 quater), Ile de Ré, peinture (n° 311 quinquiès) et Église des Portes, peinture (n° 311 sextiès).
- 1940 : Fleurs des champs, peinture (n° 60).
- 1941

### Salon d'Automne
- 1935 : Campanules, peinture (n° 142)[16],[17].
- 1936 : Hiver, peinture (n° 126)[18].

### Société des Amis des Arts de Seine-et-Oise
- 1936 : Zimaias, peinture (n° 32 bis), Arbres en fleurs, peinture (n° 32 ter), Roses jaunes, aquarelle (n° 32 quater) et Neige (Ile-de-France), aquarelle (n° 32 quinquiès)[19].

### Salon de l'Union des Femmes peintres et sculpteurs
- 1936 : Place des Batignolles, peinture (n°820), La Seine à Villeneuve, peinture (n° 821) Roses roses, peinture (n°822), Soleils, peinture (n° 823), Le petit Cloron, peinture (n°824) et La batteuse, peinture (n°825)[17]

### Salon de laSociété Nationale des Beaux-Arts
- 1937 : Paysage (n° 155)[20].

### Salon des Indépendants
- 1937 : Roses roses, peinture (n° 335) et Vase bleu, peinture (n° 336)[21].
- 1949 : Nature morte, peinture (n° 281) et Paysage, peinture (n° 282)[22]